# Piromis nuda
Piromis nuda är en ringmaskart som först beskrevs av Maurice Caullery 1944.  Piromis nuda ingår i släktet Piromis och familjen Flabelligeridae. Inga underarter finns listade i Catalogue of Life.